# Puchar Ameryki Północnej w narciarstwie dowolnym 2014/2015
Puchar Ameryki Północnej w narciarstwie dowolnym 2014/2015 rozpoczął się 20 grudnia 2014 w amerykańskim Utah Olympic Park, a zakończył się 12 marca 2015 w amerykańskim kurorcie Squaw Valley.

## Konkurencje
- AE = skoki akrobatyczne
- MO = jazda po muldach
- DM = jazda po muldach podwójnych
- SX = skicross
- SS = slopestyle
- HP = halfpipe
- BA = Big Air

## Mężczyźni
| Lp  | Data             | Miejscowość         | Dyscyplina | 1. Miejsce            | 2. Miejsce           | 3. Miejsce           |
| --- | ---------------- | ------------------- | ---------- | --------------------- | -------------------- | -------------------- |
| 1.  | 20 grudnia 2014  | Utah Olympic Park   | AE         | Nevin Brown           | Lewis Irving         | Harrison Smith       |
| 2.  | 21 grudnia 2014  | Utah Olympic Park   | AE         | Christopher Lillis    | Lewis Irving         | Nevin Brown          |
| 3.  | 15 stycznia 2015 | Deer Valley         | MO         | Ryan Dyer             | Bruce Perry          | Rohan Chapman-Davies |
| 4.  | 16 stycznia 2015 | Deer Valley         | DM         | Ryan Dyer             | Kosuke Sugimoto      | Hunter Bailey        |
| 5.  | 17 stycznia 2015 | Utah Olympic Park   | AE         | Zachary Surdell       | Kendall Johnson      | Thomas Coe           |
| 6.  | 18 stycznia 2015 | Utah Olympic Park   | AE         | Eric Loughran         | Christopher Lillis   | Zachary Surdell      |
| 7.  | 24 stycznia 2015 | Apex Mountain       | MO         | Luke Ulsifer          | Rohan Chapman-Davies | Laurent Dumais       |
| 8.  | 25 stycznia 2015 | Apex Mountain       | DM         | Ryan Dyer             | Hunter Bailey        | Carson Bockhahn      |
| 9.  | 4 lutego 2015    | Ski Cooper          | SX         | Ned Ireland           | Kevin Drury          | Trevor Ricioli       |
| 10. | 5 lutego 2015    | Ski Cooper          | SX         | Kevin MacDonald       | Ned Ireland          | Matt Brady           |
| 11. | 6 lutego 2015    | Mammoth Mountain    | HP         | Justin Dorey          | David Wise           | Gus Kenworthy        |
| 12. | 7 lutego 2015    | Mammoth Mountain    | SS         | Odwołano              | Odwołano             | Odwołano             |
| 13. | 9 lutego 2015    | Mammoth Mountain    | HP         | Birk Irving           | Colby Stevenson      | Jake Mageau          |
| 14. | 10 lutego 2015   | Mammoth Mountain    | SS         | William Borm          | Ben Smith            | Byron Wells          |
| 15. | 14 lutego 2015   | Lake Placid         | AE         | Lewis Irving          | Christopher Lillis   | Zachary Surdell      |
| 16. | 15 lutego 2015   | Lake Placid         | AE         | Jean-Sébastien Comeau | Nik Seemann          | Patrick O’Flynn      |
| 17. | 18 lutego 2015   | Fernie              | SX         | Kevin Drury           | Matt Brady           | Ned Ireland          |
| 18. | 19 lutego 2015   | Fernie              | SX         | Kevin Drury           | Matt Brady           | Kristofor Mahler     |
| 19. | 20 lutego 2015   | Aspen               | SS         | William Borm          | Teal Harle           | Tim Ryan             |
| 20. | 21 lutego 2015   | Aspen               | HP         | Byron Wells           | Kyle Smaine          | Taylor Seaton        |
| 21. | 22 lutego 2015   | Aspen               | BA         | Odwołano              | Odwołano             | Odwołano             |
| 22. | 20 lutego 2015   | Val Saint-Côme      | AE         | Lewis Irving          | Christopher Lillis   | Thomas Coe           |
| 23. | 21 lutego 2015   | Val Saint-Côme      | AE         | Zachary Surdell       | Nicholas Novak       | Christopher Lillis   |
| 24. | 22 lutego 2015   | Val Saint-Côme      | MO         | Joel Hedrick          | Kerrian Chunlaud     | Bruce Perry          |
| 25. | 23 lutego 2015   | Val Saint-Côme      | DM         | Ryan Dyer             | Bruce Perry          | Laurent Dumais       |
| 26. | 28 lutego 2015   | Killington          | MO         | Joel Hedrick          | Bruce Perry          | Rohan Chapman-Davies |
| 27. | 1 marca 2015     | Killington          | DM         | Troy Tully            | Matt Joosten         | Rohan Chapman-Davies |
| 28. | 6 marca 2015     | Canada Olympic Park | HP         | Benoit Valentin       | Simon d’Artois       | Byron Wells          |
| 29. | 11 marca 2015    | Squaw Valley        | SX         | Odwołano              | Odwołano             | Odwołano             |
| 30. | 12 marca 2015    | Squaw Valley        | SX         | Odwołano              | Odwołano             | Odwołano             |

### Mężczyźni
| Lp. | Zawodnik        | Punkty |
| --- | --------------- | ------ |
| 1.  | William Borm    | 200    |
| 2.  | Teal Harle      | 96     |
| 3.  | Ben Smith       | 80     |
| 4.  | Colby Stevenson | 76     |
| 4.  | Ethan Swadburg  | 76     |
| 6.  | Byron Wells     | 67     |
| 7.  | Tim Ryan        | 65     |
| 8.  | Ian Hamilton    | 58     |
| 9.  | Jackson Wells   | 50     |
| 10. | Dylan Sondrup   | 47     |

| Lp. | Zawodnik              | Punkty |
| --- | --------------------- | ------ |
| 1.  | Lewis Irving          | 510    |
| 2.  | Christopher Lillis    | 501    |
| 3.  | Zachary Surdell       | 481    |
| 4.  | Thomas Coe            | 331    |
| 5.  | Nicholas Novak        | 321    |
| 6.  | Harrison Smith        | 310    |
| 7.  | Jean-Sébastien Comeau | 301    |
| 8.  | Nik Seemann           | 280    |
| 9.  | Jasper Holcomb        | 261    |
| 10. | Patrick O’Flynn       | 242    |

| Lp. | Zawodnik             | Punkty |
| --- | -------------------- | ------ |
| 1.  | Ryan Dyer            | 526    |
| 2.  | Bruce Perry          | 374    |
| 3.  | Rohan Chapman-Davies | 362    |
| 4.  | Troy Tully           | 296    |
| 5.  | Joel Hedrick         | 288    |
| 6.  | Hunter Bailey        | 267    |
| 7.  | Bryan Zemba          | 201    |
| 8.  | Matt Joosten         | 196    |
| 9.  | Jordan Kober         | 191    |
| 10. | Carson Bockhahn      | 186    |

| Lp. | Zawodnik        | Punkty |
| --- | --------------- | ------ |
| 1.  | Kyle Smaine     | 175    |
| 2.  | Byron Wells     | 160    |
| 3.  | Birk Irving     | 145    |
| 4.  | Benoit Valentin | 136    |
| 5.  | Brendan MacKay  | 130    |
| 6.  | Simon d’Artois  | 109    |
| 7.  | Jaxin Hoerter   | 105    |
| 8.  | Justin Dorey    | 100    |
| 9.  | Colby Stevenson | 99     |
| 10. | Jake Mageau     | 82     |
| 10. | Taylor Seaton   | 82     |

| Lp. | Zawodnik         | Punkty |
| --- | ---------------- | ------ |
| 1.  | Kevin Drury      | 325    |
| 2.  | Ned Ireland      | 280    |
| 3.  | Kevin MacDonald  | 245    |
| 4.  | Matt Brady       | 242    |
| 5.  | Zach Belczyk     | 161    |
| 6.  | Kristofor Mahler | 139    |
| 7.  | Adam Gibson      | 134    |
| 8.  | Trent McCarthy   | 123    |
| 9.  | Michael Hayes    | 107    |
| 10. | Robert Dunn      | 105    |

## Kobiety
| Lp  | Data             | Miejscowość         | Dyscyplina | 1. Miejsce       | 2. Miejsce          | 3. Miejsce          |
| --- | ---------------- | ------------------- | ---------- | ---------------- | ------------------- | ------------------- |
| 1.  | 20 grudnia 2014  | Utah Olympic Park   | AE         | Si Ning Chan     | Madison Varmette    | Erin Griss          |
| 2.  | 21 grudnia 2014  | Utah Olympic Park   | AE         | Catrine Lavallée | Madison Varmette    | Laurence Proteau    |
| 3.  | 15 stycznia 2015 | Deer Valley         | MO         | Nessa Dziemian   | Avital Shimko       | Tess Johnson        |
| 4.  | 16 stycznia 2015 | Deer Valley         | DM         | Nessa Dziemian   | Alex-Anne Gagnon    | Morgan Schild       |
| 5.  | 17 stycznia 2015 | Utah Olympic Park   | AE         | Catrine Lavallée | Elle Gaudette       | Tyra Izor           |
| 6.  | 18 stycznia 2015 | Utah Olympic Park   | AE         | Avery Driscoll   | Melissa Corbo       | Si Ning Chan        |
| 7.  | 24 stycznia 2015 | Apex Mountain       | MO         | Morgan Schild    | Nessa Dziemian      | Ali Kariotis        |
| 8.  | 25 stycznia 2015 | Apex Mountain       | DM         | Morgan Schild    | Nessa Dziemian      | Alex-Anne Gagnon    |
| 9.  | 4 lutego 2015    | Ski Cooper          | SX         | Abby McEwen      | Alexa Velcic        | Abigail Zagnoli     |
| 10. | 5 lutego 2015    | Ski Cooper          | SX         | Abby McEwen      | Alexa Velcic        | Michael Gardner     |
| 11. | 6 lutego 2015    | Mammoth Mountain    | HP         | Maddie Bowman    | Janina Kuzma        | Devin Logan         |
| 12. | 7 lutego 2015    | Mammoth Mountain    | SS         | Odwołano         | Odwołano            | Odwołano            |
| 13. | 9 lutego 2015    | Mammoth Mountain    | HP         | Megan Warrener   | Paula Cooper        | Britt Hawes         |
| 14. | 10 lutego 2015   | Mammoth Mountain    | SS         | Taylor Lundquist | Isabel Atkin        | Shondra Charbonneau |
| 15. | 14 lutego 2015   | Lake Placid         | AE         | Catrine Lavallée | Avery Driscoll      | Elle Gaudette       |
| 16. | 15 lutego 2015   | Lake Placid         | AE         | Catrine Lavallée | Tyra Izor           | Elle Gaudette       |
| 17. | 18 lutego 2015   | Fernie              | SX         | Abby McEwen      | Alexa Velcic        | Abigail Zagnoli     |
| 18. | 19 lutego 2015   | Fernie              | SX         | Abby McEwen      | Abigail Zagnoli     | Zoe Chore           |
| 19. | 20 lutego 2015   | Aspen               | SS         | Dominique Ohaco  | Shondra Charbonneau | Nadia Gonzales      |
| 20. | 21 lutego 2015   | Aspen               | HP         | Annalisa Drew    | Jeanee Crane-Mauzy  | Saori Suzuki        |
| 21. | 22 lutego 2015   | Aspen               | BA         | Odwołano         | Odwołano            | Odwołano            |
| 22. | 20 lutego 2015   | Val Saint-Côme      | AE         | Avery Driscoll   | Elle Gaudette       | Madison Varmette    |
| 23. | 21 lutego 2015   | Val Saint-Côme      | AE         | Catrine Lavallée | Winter Vinecki      | Laurence Proteau    |
| 24. | 22 lutego 2015   | Val Saint-Côme      | MO         | Nessa Dziemian   | Alex-Anne Gagnon    | Lane Stoltzner      |
| 25. | 23 lutego 2015   | Val Saint-Côme      | DM         | Jaelin Kauf      | Tess Johnson        | Clare Lambert       |
| 26. | 28 lutego 2015   | Killington          | MO         | Lane Stoltzner   | Nessa Dziemian      | Roanna Humphries    |
| 27. | 1 marca 2015     | Killington          | DM         | Nessa Dziemian   | Julie Bergeron      | Jaelin Kauf         |
| 28. | 6 marca 2015     | Canada Olympic Park | HP         | Devin Logan      | Cassie Sharpe       | Keltie Hansen       |
| 29. | 11 marca 2015    | Squaw Valley        | SX         | Odwołano         | Odwołano            | Odwołano            |
| 30. | 12 marca 2015    | Squaw Valley        | SX         | Odwołano         | Odwołano            | Odwołano            |

### Kobiety
| Lp. | Zawodniczka         | Punkty |
| --- | ------------------- | ------ |
| 1.  | Shondra Charbonneau | 140    |
| 2.  | Taylor Lundquist    | 100    |
| 2.  | Dominique Ohaco     | 100    |
| 4.  | Isabel Atkin        | 80     |
| 5.  | Nadia Gonzales      | 60     |
| 6.  | Rachael Anderson    | 50     |
| 6.  | Jamie Crane-Mauzy   | 50     |
| 8.  | Emilee Cox          | 45     |
| 8.  | Vilde Johansen      | 45     |
| 10. | Kathryn Alexander   | 40     |

| Lp. | Zawodniczka      | Punkty |
| --- | ---------------- | ------ |
| 1.  | Catrine Lavallée | 626    |
| 2.  | Elle Gaudette    | 470    |
| 3.  | Madison Varmette | 410    |
| 4.  | Avery Driscoll   | 406    |
| 5.  | Si Ning Chan     | 392    |
| 6.  | Winter Vinecki   | 358    |
| 7.  | Laurence Proteau | 302    |
| 8.  | Catherine Comeau | 299    |
| 9.  | Tyra Izor        | 269    |
| 10. | Miriah Johnson   | 163    |

| Lp. | Zawodniczka      | Punkty |
| --- | ---------------- | ------ |
| 1.  | Nessa Dziemian   | 669    |
| 2.  | Lane Stoltzner   | 371    |
| 3.  | Morgan Schild    | 310    |
| 4.  | Tess Johnson     | 304    |
| 5.  | Jaelin Kauf      | 298    |
| 6.  | Julie Bergeron   | 289    |
| 7.  | Alex-Anne Gagnon | 273    |
| 8.  | Clare Lambert    | 268    |
| 9.  | Madi Himbury     | 205    |
| 10. | Alex Jenson      | 181    |
| 10. | Avital Shimko    | 181    |

| Lp. | Zawodniczka        | Punkty |
| --- | ------------------ | ------ |
| 1.  | Megan Warrener     | 205    |
| 2.  | Devin Logan        | 160    |
| 3.  | Jeanee Crane-Mauzy | 157    |
| 4.  | Cassie Sharpe      | 130    |
| 5.  | Paula Cooper       | 116    |
| 6.  | Maddie Bowman      | 100    |
| 6.  | Annalisa Drew      | 100    |
| 8.  | Britt Hawes        | 86     |
| 9.  | Janina Kuzma       | 80     |
| 10. | Bri Bogumill       | 77     |

| Lp. | Zawodniczka     | Punkty |
| --- | --------------- | ------ |
| 1.  | Abby McEwen     | 400    |
| 2.  | Alexa Velcic    | 290    |
| 3.  | Abigail Zagnoli | 260    |
| 4.  | Bianca Marcello | 180    |
| 5.  | Zoe Chore       | 110    |
| 6.  | Michael Gardner | 100    |
| 7.  | Jessyka Plymel  | 80     |